# أعمر كادوما
أعمر كادوما (أو أعمر قادومه) هو الاسم الذي يحيل إليه في التقاليد الشعبية الشفوية لرماة القرن الحادي عشر.
تزعم التقاليد الميتادولوجية الموريتانية أن أبو بكر قُتل في اشتباك مع «الغانجارا» (من شريحة السوننكى) في ولاية تكانت وسط موريتانيا، حيث تشير الرواية إلى أنه أصيب بسهم من زعيم قبيلة عجوز أعمى في ممر. (بين جبال تاكانت وجبال في طريقها إلى غانا). ووفقا لمرويات شريحة الولوف الشفوية، وسيرير بومان فإن اسمه أمار غودومات قتلوه مع قوسه قرب بحيرة «اركيز» (إلى الشمال مباشرة من السنغال) (ويبدو أن اسم كودمه يشير إلى مصطلح الموت). وروي أيضا أن المعركة وقعت بالقرب من خو ماك  في بلد سيرير، المعروف باسم بحيرة كايور.
تقول بعض المصادر التي تحدثت عن هذا التقليد الشفوي أن "المرابط أبو بكر بن عمر ود قُتل على يد سهم المحارب الفلاني عمار جودومات، في شهر شعبان 480 (تشرين الثاني / نوفمبر 1087). ومن المحتمل أن يشير هذا القتل إلى نزوحه الجماعي بعد أن أطلق عليه اسم" عمار ". معط الله "عمار (الذي) قتل الملك".
يقول مصدر آخر، بشأن وفاة أبو بكر: «في ولاية تكانت بينما كان في طريقه إلى جبل الذهب، أصيب بسهم مسموم أو برصاص رام أسود عجوز لم يستطع القيام بعد ذلك. طلب الرامي الأسود من ابنته أن تفتح عينيه حتى يتمكن من تصويب سهمه، وقد أصاب الأمير في ركبته. عندها أدار أبو بكر حصانه وركب...» ومات عندما وصل إلى تكانت.